# Fecal Matter
Fecal Matter fue una banda de punk rock y grunge estadounidense, recordada por haber sido la primera banda concebida por el cantante y guitarrista Kurt Cobain.

## Historia
La banda, formada a finales de 1985, consistía de Kurt Cobain en guitarra y vocales, Dale Crover en el bajo, y Greg Hokanson en la batería. Se sabe que con esta formación tocaron algunos shows abriendo para los Melvins, uno fue en diciembre de 1985 en el Spot Tavern de Pacific Beach. Después de que Hokanson dejó el grupo, Crover y Cobain fueron a la casa de la tía de este último en Seattle, y grabaron Illiteracy Will Prevail, un demo de siete canciones, en una grabadora de 4 pistas, en la cual Crover tocó bajo y batería, mientras que Cobain tocó la guitarra y cantó.
Fecal Matter se desintegró en 1986 con Buzz Osborne en el bajo y Mike Dillard en la batería, de acuerdo a la biografía de Michael Azerrad de Nirvana, Come As You Are: The Story of Nirvana, porque Cobain pensó que Mike Dillard no se tomaba el proyecto en serio, y Buzz Osbourne se negó a comprar un amplificador para el bajo.

## Actividad (1985-1986)
Fecal Matter se formó a principios de 1985, después de que Kurt Cobain hubiese dejado los estudios en Aberdeen High School. Cobain como voz y guitarra, Dale Crover (batería de Melvins) tocando el bajo, y Greg Hokanson a la batería. Pasaron varios meses ensayando temas propios y versiones de grupos como Ramones, Led Zeppelin, y Jimi Hendrix. Greg Hokanson se marchó en diciembre.
Poco después, Cobain y Crover fueron a Burien a casa de Mari Earle, tía de Kurt Cobain y allí grabaron "Illiteracy will prevail" una cinta demo en una grabadora de 4 pistas. Crover tocando bajo y batería, grabaron 13 temas propios que Cobain más tarde recordaría como un lote "totalmente abrasivo" de canciones punk que refleja su interés tanto en Black Sabbath como en Black Flag. Aunque Crover más tarde calificó la demo como aficionada, el líder de Melvins, Buzz Osborne, encontró "cierta magia" en la sencilla pero efectiva grabación de la banda, citando como memorable su "capacidad de juntar algo de una manera interesante".
En enero de 1986, Buzz Osborne y Mike Dillard se unieron al grupo tocando bajo y batería, pero esta formación apenas ensayó. La única actuación en directo ocurrió el 3 de mayo de 1986, en Olimpia. La frustración de Kurt Cobain ante la falta de interés de Buzz Osborne, que se niega a comprar un amplificador para el bajo, le hace ver que no se toma el grupo en serio y lleva a la ruptura de Fecal Matter poco después.

## Legado
Cobain comenzó a pasar la demo Fecal Matter a su entorno de amigos y compañeros. Él había querido formar una banda con su amigo Krist Novoselic desde que ambos se conocieron y finalmente, después de entregarle el casete y que este escuchara la cinta, en la que a él en particular le gustó la canción «Spank Thru»; en 1986 Novoselic aceptó formar una banda con Cobain, que sería Nirvana.
«Spank Thru» es la única pista de la demo que fue lanzada oficialmente, apareciendo en el álbum de rarezas de 2005  Sliver:. The Best of the Box. La primera mitad de la canción satiriza el punk rock de adolescentes y las letras de  amor sentimentaloides que muchas bandas utilizan en sus canciones para referirse veladamente al sexo. A la mitad se transforma en una enérgica canción punk, con letras sobre la masturbación de acuerdo con el teórico musical Tim Hughes: «Mientras que Cobain se burlaba del glam metal que los chicos que habitualmente lo golpeaban en el instituto escuchaban, la energía frenética que muestra simultáneamente comunica un sentido de un mundo frustrado, de enajenación mental, que alimentó esos golpes».
«Downer» fue regrabada para el álbum Bleach de Nirvana. La canción «Anorexorcist», parte de un medley de 9 minutos en la demo de Fecal Matter, también fue regrabada por Nirvana en una versión que vio la luz en 2004 en el box set With the Lights Out.
En marzo de 2006, una versión incompleta, de deficiente calidad de Iliteracy will prevail se filtró. Una semana más tarde, tres canciones completas de la demo fueron colgadas brevemente en la site de MySpace («Sound of Dentage», «Bambi Slaugther» y «Laminated Efect»). Los tracks fueron autentificados por el coleccionista Mike Ziegler y otros que también habían escuchado la demo, y los diferenciaban de varias falsificaciones que habían surgido anteriormente. Otras  canciones de la maqueta se filtraron en noviembre de 2007 y en 2015 se filtró la demo completa.

## Versiones oficiales
La versión de «Spank Thru» de la demo apareció en el álbum recopilatorio de 2005 Sliver: The Best of the Box (que además exhibía en la portada una copia de diferentes casetes entre ellos una de esta demo). El 12 de marzo de 2006, William Clarke lanzó pequeños clips del casete. El coleccionista de Nirvana y el único en tener una copia auténtica de la demo, Mike Ziegler, confirmó la autenticidad de los clips. Varios fanáticos creen que la demo será finalmente publicada por medio de DGC Records.

## Lista de canciones deIlliteracy Will Prevail
1. «Sound of Dentage» 3:22
2. «Bambi Slaughter» 3:20
3. «Laminated Effect» 2:10
4. «Spank Thru» 3:45
5. «Class of '86 (Buffy está preñada) » 3:54
6. «Blathers Log» 2:33
7. «Instramental» 1:41

## Videos musicales
- Sound of Dentage

Este es solo un fan video, hecho mediante partes del Horror Movie de Kurt Cobain
- Datos: Q931863